# Vasles
Vasles település Franciaországban, Deux-Sèvres megyében. Lakosainak száma 1666 fő (2022. január 1.). Vasles La Ferrière-en-Parthenay, Les Forges, Ménigoute, Saint-Martin-du-Fouilloux, Vausseroux, Ayron, Chalandray, Latillé, Sanxay, Boivre-la-Vallée és Les Châteliers községekkel határos.

## Népesség
A település népessége az elmúlt években az alábbi módon változott:
| Lakosok száma | 1714 | 1685 | 1708 | 1662 | 1667 | 1671 | 1676 | 1666 | 1666 |
|               | 2013 | 2015 | 2016 | 2017 | 2018 | 2019 | 2020 | 2021 | 2022 |